# Ferdinando Riva
Ferdinando Riva (Coldrerio, 3 de julio de 1930 - ibídem, 15 de agosto de 2014) fue un futbolista suizo que jugaba en la demarcación de delantero.

## Biografía
Debutó como futbolista en 1947 con el FC Mendrisio-Stabio, donde jugó por tres años. Ya en 1950 fue traspasado al FC Chiasso. Con este club jugó durante veinte temporadas, jugando 448 partidos y marcando 183 goles. Justo la temporada de su debut ganó la Super Liga Suiza. Dejó el equipo en 1970, año en el que se retiró. Hasta la fecha sigue siendo el futbolista con más partidos disputados y más goles marcados en la historia del FC Chiasso.

## Selección nacional
Jugó con la selección de fútbol de Suiza un total de 22 partidos, llegando a marcar ocho goles. Debutó el 25 de noviembre de 1951 contra Italia en Lugano con un resultado de 1-1. Su último partido fue el 6 de enero de 1960, de nuevo contra Italia, en Nápoles con un resultado de 0-3. Además fue convocado para la Copa Mundial de Fútbol de 1954, aunque no llegó a disputar ningún partido.

### Participaciones en Copas del Mundo
| Mundial                        | Sede  | Resultado        | Partidos | Goles |
| ------------------------------ | ----- | ---------------- | -------- | ----- |
| Copa Mundial de Fútbol de 1954 | Suiza | Cuartos de final | 0        | 0     |

## Clubes
| Club                | País  | Año         | Partidos | Goles |
| ------------------- | ----- | ----------- | -------- | ----- |
| FC Mendrisio-Stabio | Suiza | 1947 - 1950 | ¿?       | 11    |
| FC Chiasso          | Suiza | 1950 - 1970 | 448      | 183   |

## Palmarés

### Campeonatos nacionales
| Título           | Club       | País  | Año  |
| ---------------- | ---------- | ----- | ---- |
| Super Liga Suiza | FC Chiasso | Suiza | 1951 |